# Playdia

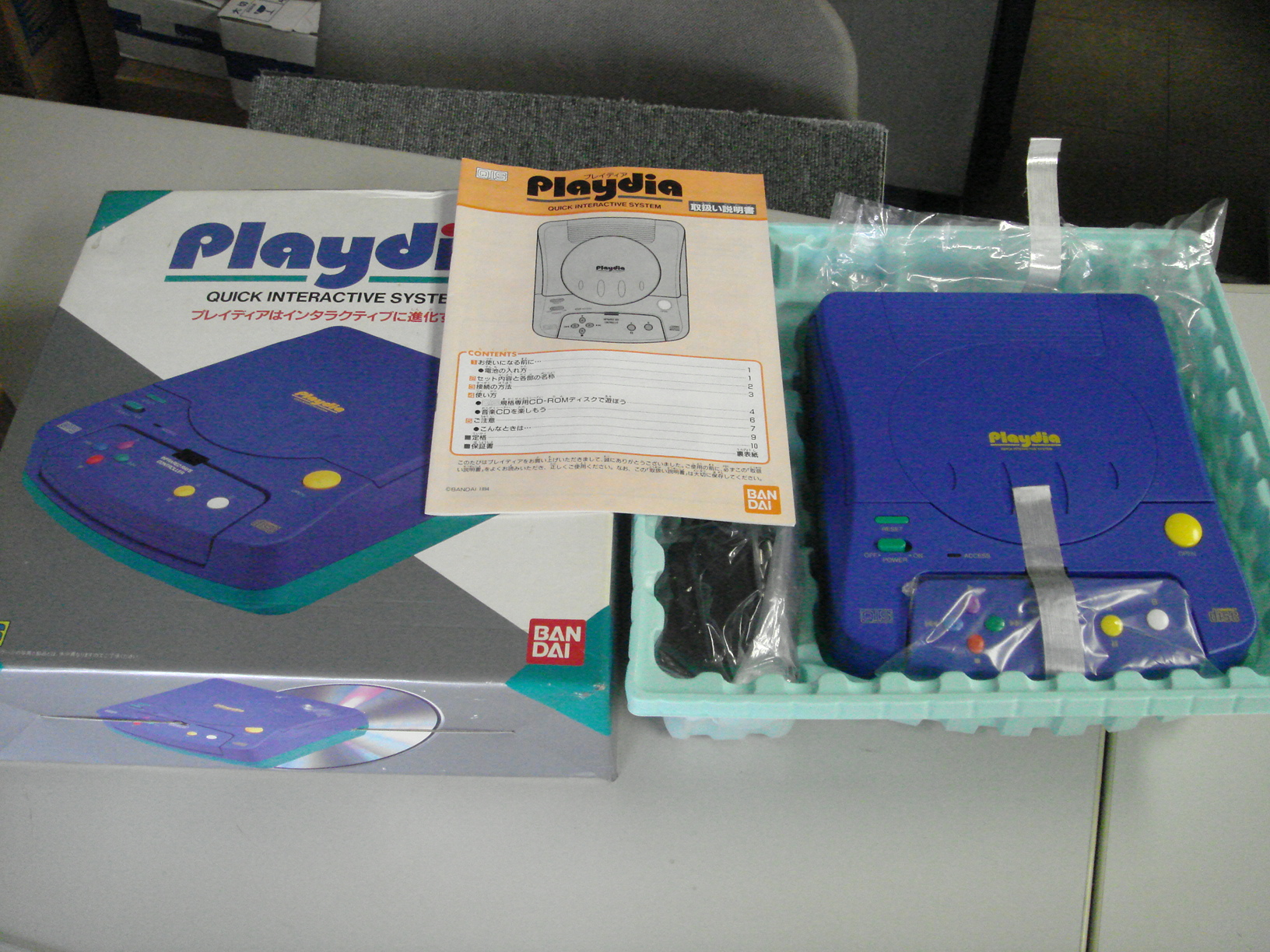
Bandai Playdia

Playdia (также Playdia QIS) — 32-разрядная игровая консоль с CD-приводом, выпущенная Bandai в 1994 году, по стартовой цене 24800 японских йен (около 250 долларов). Выпускалась только в Японии. QIS в названии — сокращение от Quick Interactive System. Консоль была ориентирована на семейную аудиторию, в основном на маленьких детей, имела соответствующий дизайн и очень простые игры. Первые игры в основном представляли собой анимацию с персонажами из известных аниме-сериалов (Gundam, Sailor Moon, и Dragon Ball) с очень низкой интерактивностью, и различные обучающие программы. Консоль оказалась абсолютно неконкурентоспособной с появившимися в то время Sony Playstation и Sega Saturn. Пытаясь поднять продажи системы, чтобы возместить затраты на разработку, Bandai выпустила серию игр Idol CD в жанре хентай, ориентированную на более взрослую аудиторию. Однако, это не смогло спасти систему от окончательного провала. Точное время прекращения производства Playdia неизвестно, но известные в настоящий момент игры выходили с 1994 по 1996 годы.

## Технические характеристики

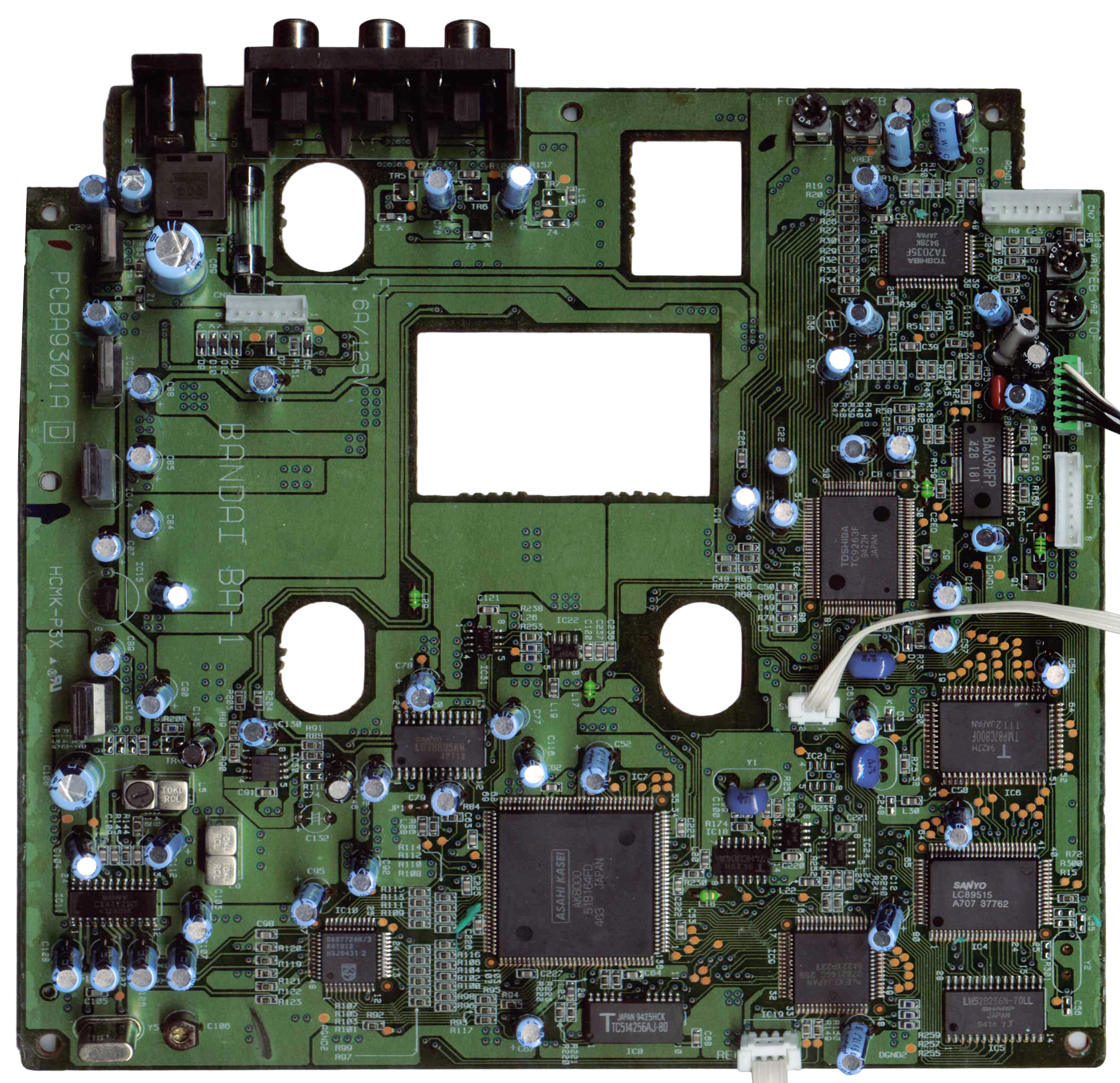
Bandai Playdia Материнская плата.

Информация получена из оригинального описания и списка электронных компонентов, находящихся на плате консоли.
- Первый управляющий процессор: 8-разрядный микроконтроллер Toshiba TMP87C800F (серия TLCS-870) на частоте около 8 МГц. Содержит 8 КБ ПЗУ и 256 байт ОЗУ
- Второй управляющий процессор: 8-разрядный микроконтроллер NEC uPD78214GC (серия 78K/II) на частоте около 12 МГц. Содержит 16 КБ ПЗУ и 512 байт ОЗУ
- Память: 32 КБ статического ОЗУ, 128 КБ динамического ОЗУ
- Заказная микросхема: Asahi Kasei AK8000 (32-разрядный декодер звука и изображения)
- Односкоростной CD-привод, поддерживает 5.25 и 3.5 дюймовые диски (объём диска 540 МБ)
- Поддержка Audio CD
- Цвет: 24-разрядный, 16 миллионов цветов
- Частота кадров видео: 5 или 10
- Беспроводной инфракрасный джойстик с двумя кнопками, питался от двух батарей AA
- Стереозвук
- Композитный видеовыход

## Полный список игр для Playdia

### 1994
1. 23/09 — Dragon Ball Z — Shin Saiyajin Zetsumetsu Keikaku Chikyuu Hen — [BAPD-01]
2. 23/09 — Bishoujo Senshi Sailor Moon S — Quiz Taiketsu! Sailor Power Syuuketsu!! — [BAPD-02]
3. 23/09 — SD Gundam Daizukan — [BAPD-03]
4. 28/09 — Ultraman Powered — Kaijuu Gekimetsu Sakusen — [BAPD-04]
5. 28/09 — Hello Kitty — Yume no Kuni Daibouken — [BAPD-05]
6. 25/11 — Aqua Adventure — Blue Lilty — [BAPD-06]
7. 25/11 — Newton museum — Kyouryuu Nendaiki Zen Pen — [BAPD-07]
8. 25/11 — Newton museum — Kyouryuu Nendaiki Kou Hen — [BAPD-08]
9. 08/12 — Shuppatsu! Doubutsu Tankentai — [BAPD-09]
10. 16/12 — Ultra Seven — Chikyuu Bouei Sakusen — [BAPD-10]
11. 16/12 — Dragon Ball Z — Shin Saiyajin Zetsumetsu Keikaku Uchuu Hen — [BAPD-11]

### 1995
1. 24/01 — Norimono Banzai!! — Kuruma Daishuugou!! — [BAPD-12]
2. 24/01 — Norimono Banzai!! — Densha Daishuugou!! — [BAPD-13]
3. 22/03 — Ie Naki Ko — Suzu no Sentaku — [VPRJ-09722]
4. 22/03 — Gamera — The Time Adventure — [BAPD-15]
5. 22/06 — Elements Voice Series vol.1 MIKA KANAI — Wind&Breeze — [BAPD-18]
6. 22/06 — Elements Voice Series vol.2 RICA FUKAMI — Private Step — [BAPD-19]
7. 22/06 — Elements Voice Series vol.3 AYA HISAKAWA — Forest Sways — [BAPD-20]
8. 28/07 — Bishoujo Senshi Sailor Moon SS — Sailor Moon to Hiragana Lesson! — [BAPD-21]
9. 28/07 — Ultraman — Hiragana Dai Sakusen — [BAPD-22]
10. 28/07 — Ultraman — Alphabet TV e Youkoso — [BAPD-23]
11. 24/08 — Bishoujo Senshi Sailor Moon SS — Sailor Moon to Hajimete no Eigo — [BAPD-24]
12. 24/08 — Bishoujo Senshi Sailor Moon SS — Youkoso! Sailor Youchien — [BAPD-25]
13. 24/08 — Ultraman — Oideyo! Ultra Youchien — [BAPD-26]
14. 20/10 — Chougoukin Selections — [BKPD-01]
15. 16/11 — Elements Voice Series vol.4 YURI SHIRATORI — Rainbow Harmony — [BKPD-02]
16. 15/12 — Soreike! Anpanman — Picnic de Obenkyou — [BAPD-27]

### 1996
1. 22/03 — Ultraman — Suuji de Asobou Ultra Land — [BAPD-28]
2. 22/03 — Ultraman — Ultraman Chinou UP Dai Sakusen — [BAPD-29]
3. 27/03 — Elements Voice Series vol.5 MARIKO KOUDA — Welcome to the Marikotown! — [BKPD-03]
4. 24/04 — Nintama Rantarou — Gun Gun Nobiru Chinou Hen — [BKPD-04]
5. 15/05 — Nintama Rantarou — Hajimete Oboeru Chishiki Hen — [BKPD-05]
6. 26/06 — Gekisou Sentai Carranger — Tatakae! Hiragana Racer — [BKPD-06]

### Не для продажи
1. Yumi to Tokoton Playdia - [BS-003]
2. Go! Go! Ackman Planet - [BS-005]
3. Jamp Gentei Special - 4 Dai Hero Battle Taizen - [BS-006]
4. Bandai Item Collection 70' - [BS-007]
5. Playdia IQ Kids - [BS-009]
6. Kero Kero Keroppi - Uki Uki Party Land - [BS-010]